# Dərnəgül (Metro de Bakú)
Dərnəgül es una estación del Metro de Bakú. Se inauguró el 29 de junio de 2011.